# Imidapril
L'imidapril è un principio attivo di indicazione specifica contro l'ipertensione.

## Indicazioni
È utilizzato come medicinale in cardiologia contro l'ipertensione essenziale.

## Controindicazioni
Sconsigliato in persone con ipersensibilità nota al farmaco, da evitare in caso di gravidanza.

## Dosaggi
- Ipertensione, 5 mg al giorno (in caso di angina-scompenso cardiaco la dose iniziale è 2,5 mg)

## Farmacodinamica
Gli ace-inibitori, agiscono inibendo l'enzima di conversione dell'angiotensina I alla forma II

## Effetti indesiderati
Alcuni degli effetti indesiderati sono angioedema, cefalea, dispepsia, leucopenia, vertigini, nausea, diarrea, vomito, febbre, glossite, bronchite, artralgia, dolore toracico, depressione, confusione, sonno disturbato.